# EnergyVision
EnergyVision is een Belgisch energiebedrijf met hoofdzetel in Gent. Het is uitbater van en investeerder in zonnepanelen en laadpalen.

## Geschiedenis
Het Gentse energiebedrijf is in 2014 opgericht door Maarten Michielssens, voormalige atleet Hassan Mourhit en Koen Decourt.
In 2022 investeerde ondernemer Marc Coucke in het bedrijf.
Sinds 9 juli 2025 noteert EnergyVision op de beurs van Brussel, waar het die dag ruim 42 miljoen euro ophaalde.

## Activiteiten
EnergyVision legt zonnepanelenparken aan en beheert die. Het is een producent van groene stroom. Het bedrijf legt op zijn kosten zonnepanelen aan bij particulieren, waarbij de particulier als compensatie een langetermijncontract krijgt. 
De opbrengst van de zonnepanelen levert EngeryVision aan particulieren thuis of via de laadpalen.
EnergyVision installeert laadpalen bij particulieren of op laadpleinen.
In 2024 had het een omzet van 99,6 miljoen euro en een brutobedrijfswinst van 26,9 miljoen euro.
EnergyVision is anno 2025 vooral actief in België, en daarnaast ook in China en Marokko. Er werkten in 2025 ongeveer 220 personeelsleden.
Als energieleverancier had het dat jaar 1 procent marktaandeel in België.
Het bedrijf behaalde in 2025 een contract met de NMBS voor de plaatsing van 2.500 laadpalen in een concessie van 10 jaar.